# La Bouille
Cet article possède un paronyme, voir Bouille.
Ne doit pas être confondu avec La Bouillie.
La Bouille est une commune française située dans le département de la Seine-Maritime en région Normandie.

## Géographie

### Localisation
| Caumont Eure                    | Sahurs Seine | Sahurs Seine |
|                                 | La Bouille   | Moulineaux   |
| Saint-Ouen-de-Thouberville Eure |              |              |

La Bouille est située sur la rive gauche de la Seine (elle est reliée par un bac à Sahurs, sur la rive droite), à la lisière de la forêt domaniale de La Londe-Rouvray et à la limite du département de l'Eure.
La Bouille appartient aujourd'hui au canton d'Elbeuf, avant la réforme de 2015, elle faisait partie du canton de Grand-Couronne.

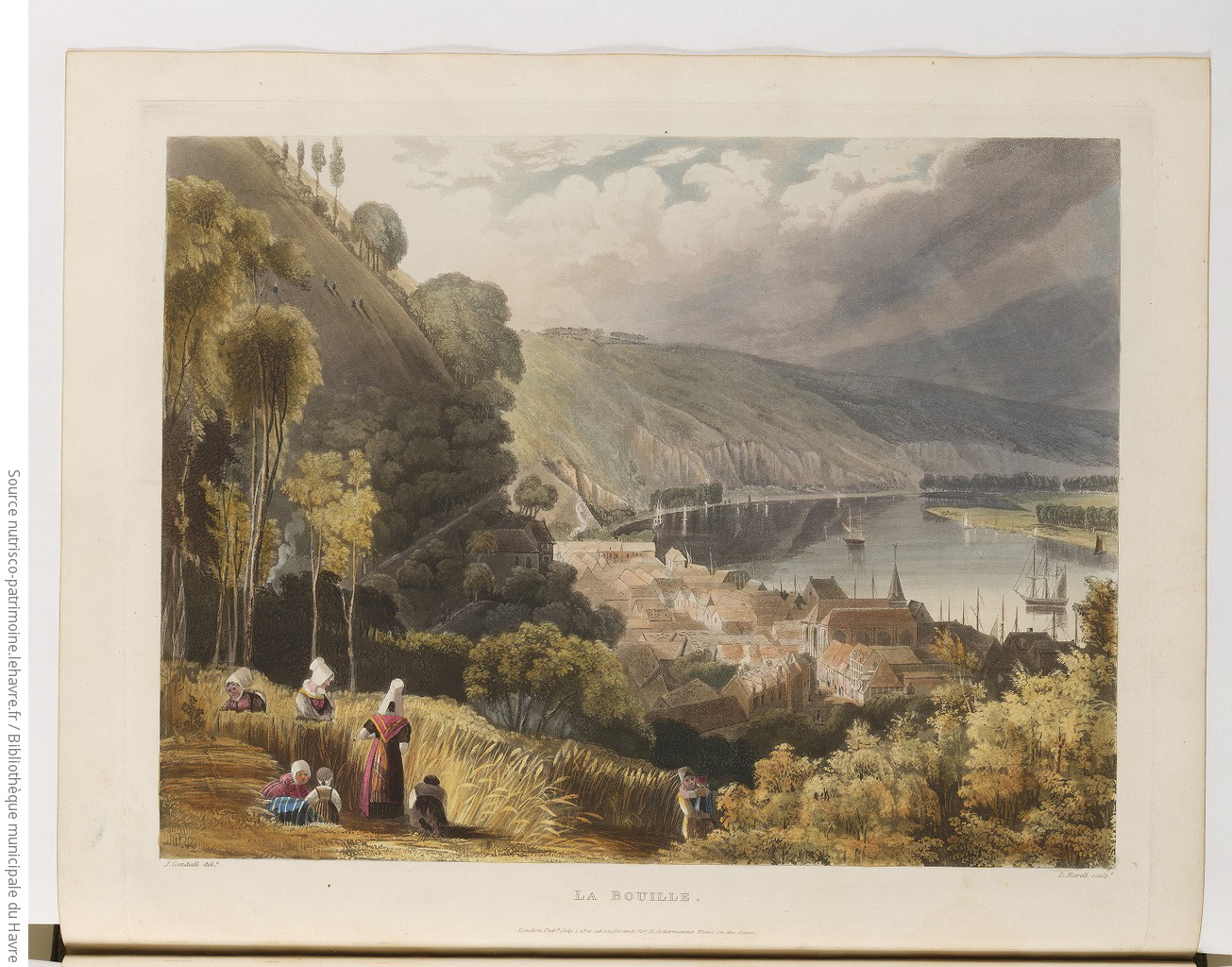
La Seine à La Bouille

### Hydrographie
La commune est située dans le bassin Seine-Normandie. Elle est drainée par la Seine,.
La Seine, qui prend sa source à Source-Seine, en Côte-d'Or, sur le plateau de Langres, traverse le département avec de larges méandres sur son flanc sud et se jette dans la Manche entre Le Havre et Honfleur. 

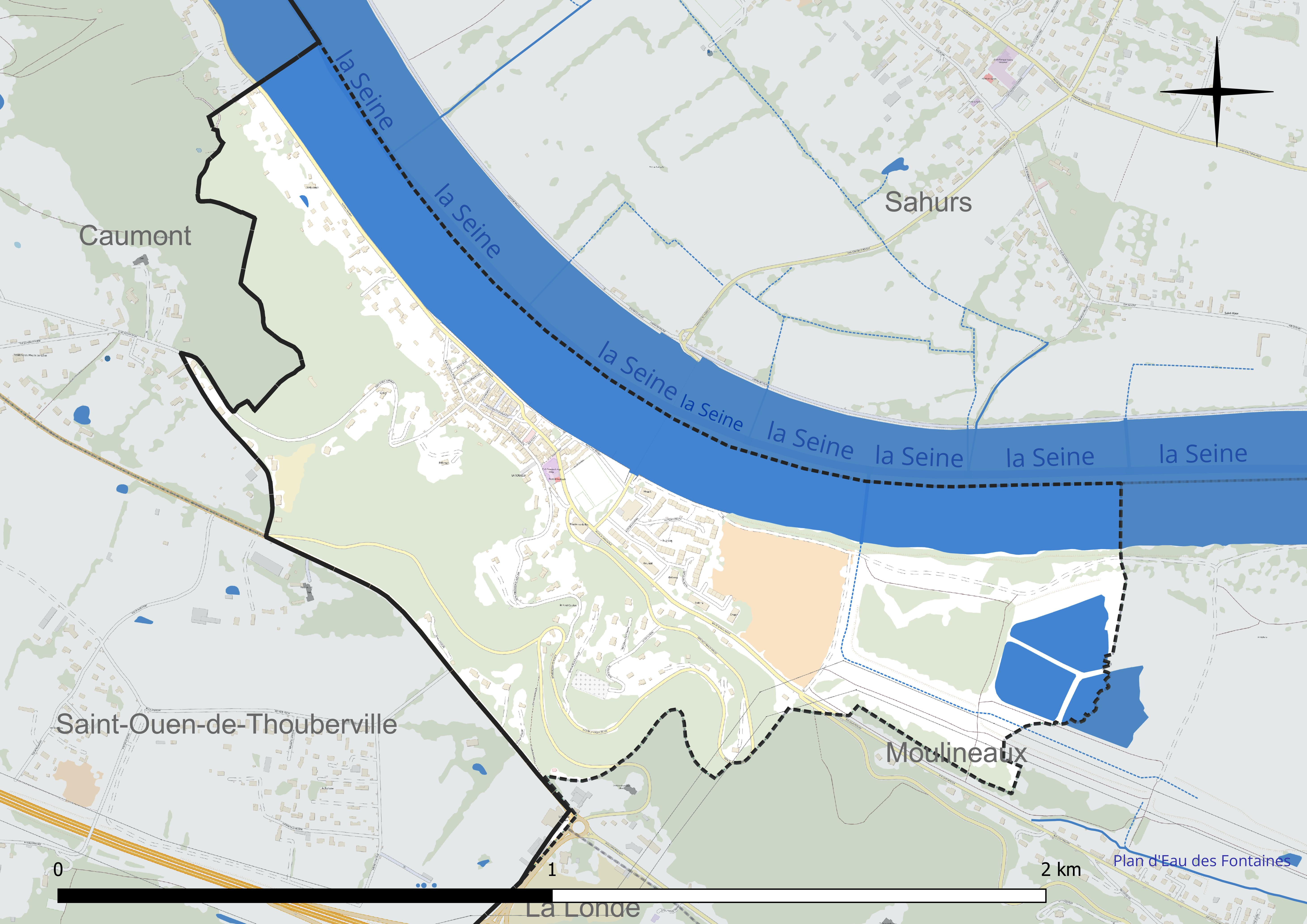
Réseau hydrographique de la Bouille.

### Climat
Pour des articles plus généraux, voir Climat de la Normandie et Climat de la Seine-Maritime.
En 2010, le climat de la commune est de type climat océanique altéré, selon une étude du CNRS s'appuyant sur une série de données couvrant la période 1971-2000. En 2020, Météo-France publie une typologie des climats de la France métropolitaine dans laquelle la commune est exposée à un climat océanique et est dans la région climatique Côtes de la Manche orientale, caractérisée par un faible ensoleillement (1 550 h/an) ; forte humidité de l’air (plus de 20 h/jour avec humidité relative > 80 % en hiver), vents forts fréquents. Parallèlement le GIEC normand, un groupe régional d’experts sur le climat, différencie quant à lui, dans une étude de 2020, trois grands types de climats pour la région Normandie, nuancés à une échelle plus fine par les facteurs géographiques locaux. La commune est, selon ce zonage, exposée à un « climat contrasté des collines », correspondant au Pays d’Auge, Lieuvin et Roumois, moins directement soumis aux flux océaniques et connaissant toutefois des précipitations assez marquées en raison des reliefs collinaires qui favorisent leur formation.
Pour la période 1971-2000, la température annuelle moyenne est de 11,1 °C, avec une amplitude thermique annuelle de 13,4 °C. Le cumul annuel moyen de précipitations est de 762 mm, avec 11,4 jours de précipitations en janvier et 8,1 jours en juillet. Pour la période 1991-2020, la température moyenne annuelle observée sur la station météorologique la plus proche, située sur la commune de Jumièges à 12 km à vol d'oiseau, est de 12,2 °C et le cumul annuel moyen de précipitations est de 843,5 mm,. Pour l'avenir, les paramètres climatiques de la commune estimés pour 2050 selon différents scénarios d’émission de gaz à effet de serre sont consultables sur un site dédié publié par Météo-France en novembre 2022.

## Urbanisme

### Typologie
Au 1er janvier 2024, La Bouille est catégorisée bourg rural, selon la nouvelle grille communale de densité à sept niveaux définie par l'Insee en 2022.
Elle appartient à l'unité urbaine de Saint-Ouen-de-Thouberville, une agglomération inter-départementale regroupant quatre  communes, dont elle est une commune de la banlieue,,. Par ailleurs la commune fait partie de l'aire d'attraction de Rouen, dont elle est une commune de la couronne,. Cette aire, qui regroupe 317 communes, est catégorisée dans les aires de 200 000 à moins de 700 000 habitants,.

### Occupation des sols
L'occupation des sols de la commune, telle qu'elle ressort de la base de données européenne d’occupation biophysique des sols Corine Land Cover (CLC), est marquée par l'importance des forêts et milieux semi-naturels (52,7 % en 2018), en augmentation par rapport à 1990 (48,1 %). La répartition détaillée en 2018 est la suivante : 
forêts (52,7 %), eaux continentales (20,2 %), zones urbanisées (17,7 %), prairies (9,4 %). L'évolution de l’occupation des sols de la commune et de ses infrastructures peut être observée sur les différentes représentations cartographiques du territoire : la carte de Cassini (XVIIIe siècle), la carte d'état-major (1820-1866) et les cartes ou photos aériennes de l'IGN pour la période actuelle (1950 à aujourd'hui).

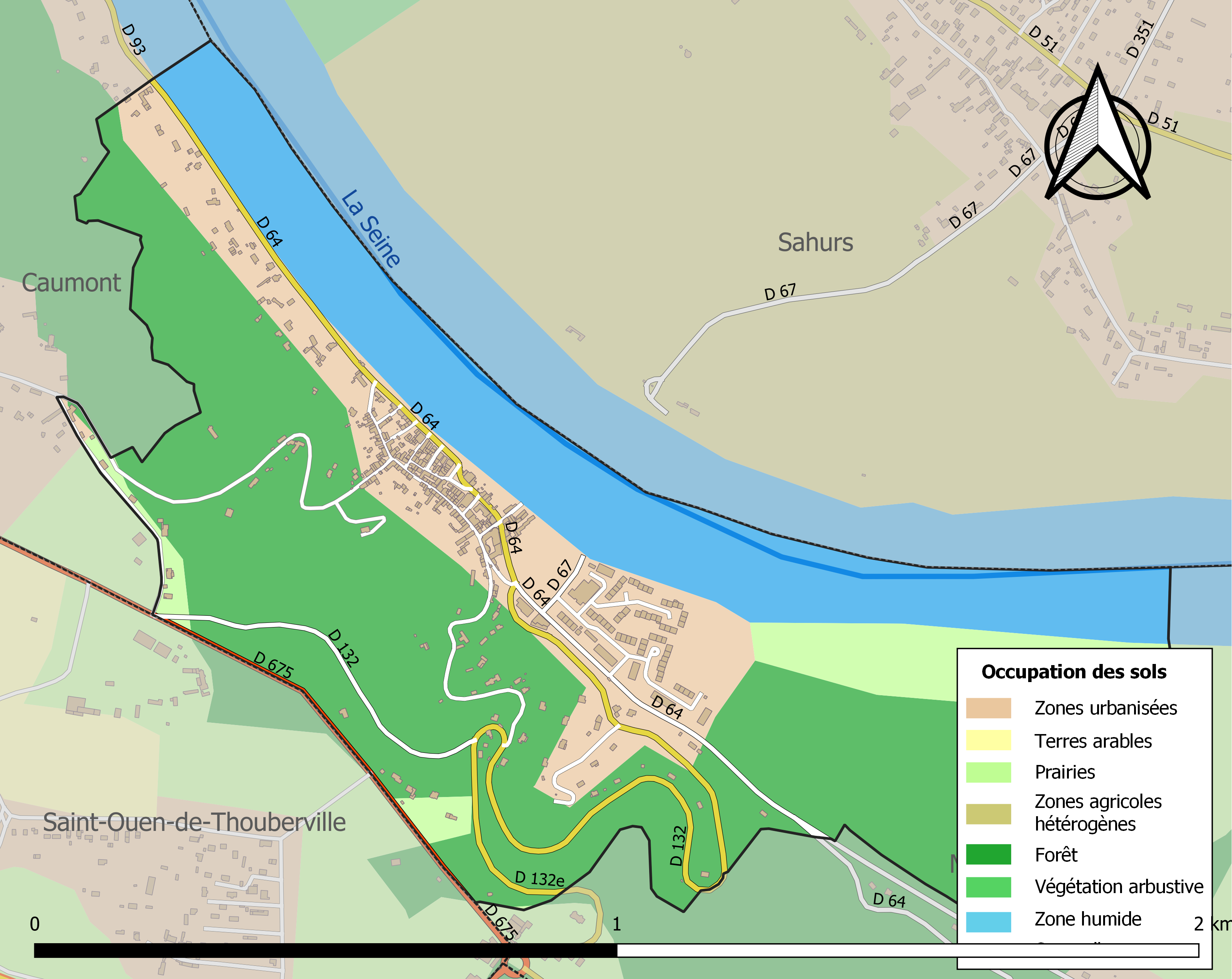
Carte des infrastructures et de l'occupation des sols de la commune en 2018 (CLC).

### Voies de communication et transports
La Bouille est desservie par la ligne G du réseau Astuce, la reliant au centre-ville d'Elbeuf via Grand-Couronne. Les usagers souhaitant rejoindre Rouen doivent effectuer une correspondance avec la ligne F6 à hauteur du Lycée Fernand Léger, puis avec la ligne 27 ou le métro à hauteur de Georges Braque.

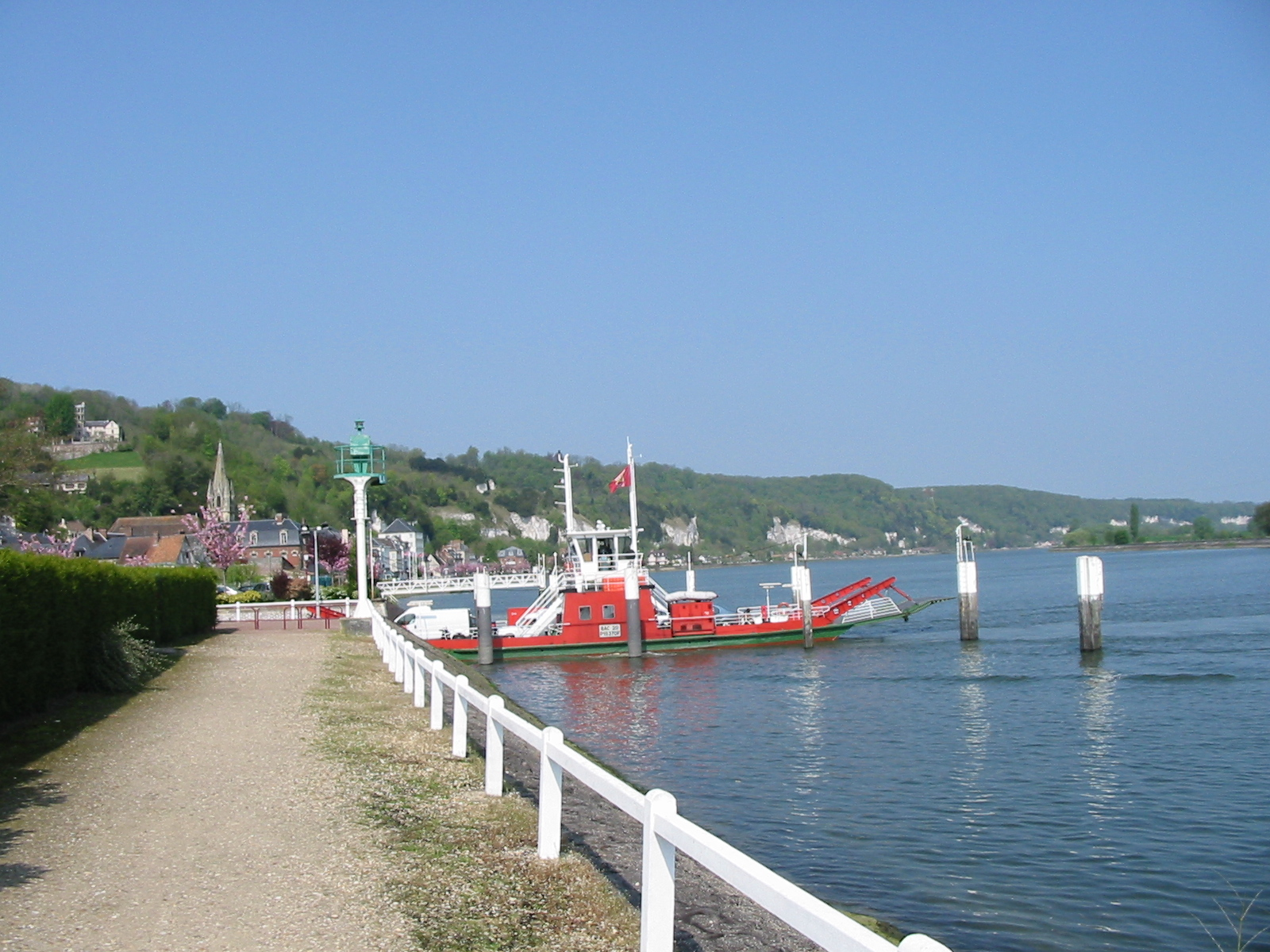
Passage du bac de Seine de La Bouille.

Le bac de La Bouille permet le passage vers Sahurs.

## Toponymie
Le nom de la localité est attesté sous les formes La Boille fin du XIIIe siècle; Port de la Bouille entre 1396 et 1421; La bouille en 1629, en 1715 (Frémont), et en 1757 (carte de Cassini).
Une bouille est un bourbier, un marais, lieu marécageux, du latin bau-ucula, dérivé de baua, « boue ».
Toponyme ayant le sens de « Bourbier, marécage »,.
Le  village, construit  en  bord  du  fleuve, soumis  aux inondations, devait être effectivement fort boueux, comme l'écrit Amélie Bosquet en 1855 dans son ouvrage La  Normandie illustrée.

## Histoire

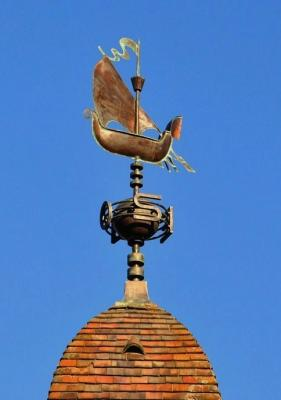
Girouette de la mairie 1933.

On note le verguillon (girouette en normand) original de la mairie de La Bouille, rappelle le passage des Vikings sur leurs esnèques (drakkars). La girouette (et verguillon, issus tous deux du vieux norrois viðr-viti mot à mot viti « qui montre » ou « indicateur » du viðr, le vent > vieux normand wirewite) était à l'origine utilisée sur les bateaux vikings.
La Bouille est libérée par les Canadiens le 27 août 1944.

## Population et société

### Démographie
L'évolution du nombre d'habitants est connue à travers les recensements de la population effectués dans la commune depuis 1793. Pour les communes de moins de 10 000 habitants, une enquête de recensement portant sur toute la population est réalisée tous les cinq ans, les populations de référence des années intermédiaires étant quant à elles estimées par interpolation ou extrapolation. Pour la commune, le premier recensement exhaustif entrant dans le cadre du nouveau dispositif a été réalisé en 2005.

En 2022, la commune comptait 710 habitants, en évolution de −4,7 % par rapport à 2016 (Seine-Maritime : +0,35 %, France hors Mayotte : +2,11 %).
| 1793 | 1800 | 1806 | 1821  | 1831  | 1836 | 1841 | 1846 | 1851 |
| ---- | ---- | ---- | ----- | ----- | ---- | ---- | ---- | ---- |
| 959  | 802  | 877  | 1 182 | 1 171 | 796  | 772  | 741  | 745  |

| 1856 | 1861 | 1866 | 1872 | 1876 | 1881 | 1886 | 1891 | 1896 |
| ---- | ---- | ---- | ---- | ---- | ---- | ---- | ---- | ---- |
| 667  | 652  | 625  | 602  | 556  | 562  | 565  | 544  | 536  |

| 1901 | 1906 | 1911 | 1921 | 1926 | 1931 | 1936 | 1946 | 1954 |
| ---- | ---- | ---- | ---- | ---- | ---- | ---- | ---- | ---- |
| 515  | 519  | 502  | 435  | 466  | 444  | 497  | 611  | 618  |

| 1962 | 1968 | 1975 | 1982 | 1990 | 1999 | 2005 | 2006 | 2010 |
| ---- | ---- | ---- | ---- | ---- | ---- | ---- | ---- | ---- |
| 661  | 611  | 661  | 550  | 862  | 791  | 808  | 805  | 780  |

| 2015 | 2020 | 2022 | - | - | - | - | - | - |
| ---- | ---- | ---- | - | - | - | - | - | - |
| 750  | 707  | 710  | - | - | - | - | - | - |

## Culture locale et patrimoine

### Lieux et monuments
- La Bouille est située sur le trajet du pèlerinage du mont Saint-Michel (Itinéraire culturel du Conseil de l'Europe), sur le chemin venant d'Amiens par Rouen et la forêt de Roumare.
- Grenier à sel.
- Église Sainte-Madeleine.
- Chapelle Saint-Christophe de Maison Brûlée.
- Hôtel de ville (1933), œuvre de l'architecte Roger Pruvost[30], de style néo-normand, conçu comme mairie-école.

### Personnalités liées à la commune

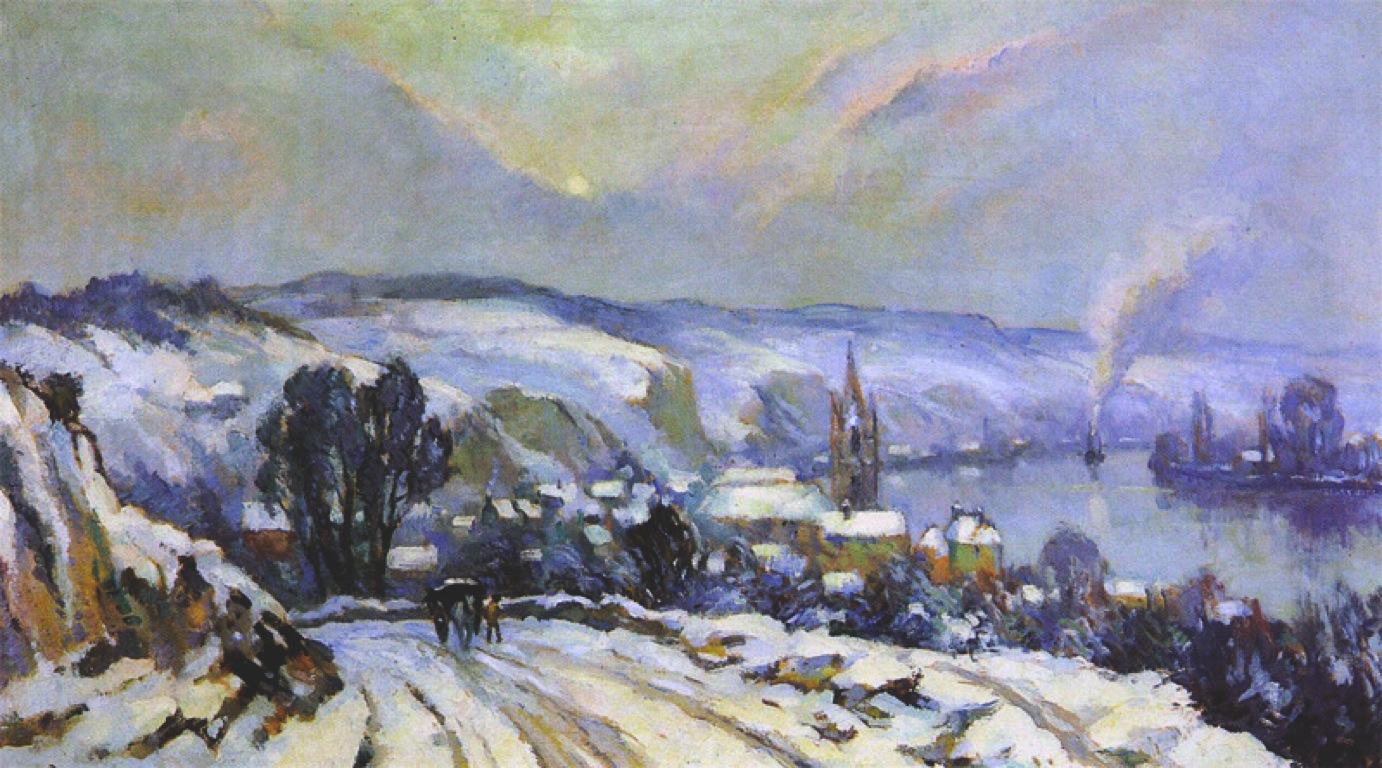
Robert Antoine Pinchon, La Bouille sous la Neige, huile sur toile,.

- Le roi Louis XI (1423-1483) et la reine Charlotte de Savoie y accueillirent, le 7 juin 1467, le comte de Warwick, en qualité d'ambassadeur d'Édouard IV d'Angleterre[31]

#### Natifs du lieu
- Charles-Félix Maillet du Boullay (1795-1878), architecte.
- Michel Joseph Napoléon Liénard (1810-1870), ornemaniste et sculpteur.
- Hector Malot, écrivain français, né à La Bouille le 20 mai 1830. Quelques heures après sa naissance, un voilier virant maladroitement, brisa la vitre de la chambre du nouveau-né avec son mât de beaupré : on y voit là bien sûr le présage d'une destinée peu commune… Le petit Hector passa à La Bouille son enfance. Bercé par l'animation qui règne dans le bourg, il observe les navires en partance pour des destinations lointaines, le passage du bac, le départ du bateau pour La Bouille, la clientèle des auberges… Il travaille chez son père, qui est notaire, tout en étudiant le droit. Hector Malot commence aussi à écrire. Son premier livre, Les Amants, paru en 1859, connaît un grand succès. Il persévère dans cette voie et, très prolifique, écrit de plus en plus de romans, qualifiés de « populaires ». Romancier fécond, il rédige quelque soixante-dix ouvrages qui connurent en leur temps un grand succès. L'auteur y développe des situations conventionnelles, héritées du mélodrame. Romain Kalbris (1869) et surtout Sans Famille (1878), auquel fait pendant En Famille (1893), œuvres d'un moralisme discret, véritables témoignages sur la société de la fin du XIXe siècle, sont encore goûtés des enfants. Il meurt à Fontenay-sous-Bois le 17 juillet 1907.
- André Derocque (1898-1940), chirurgien.

#### Autres

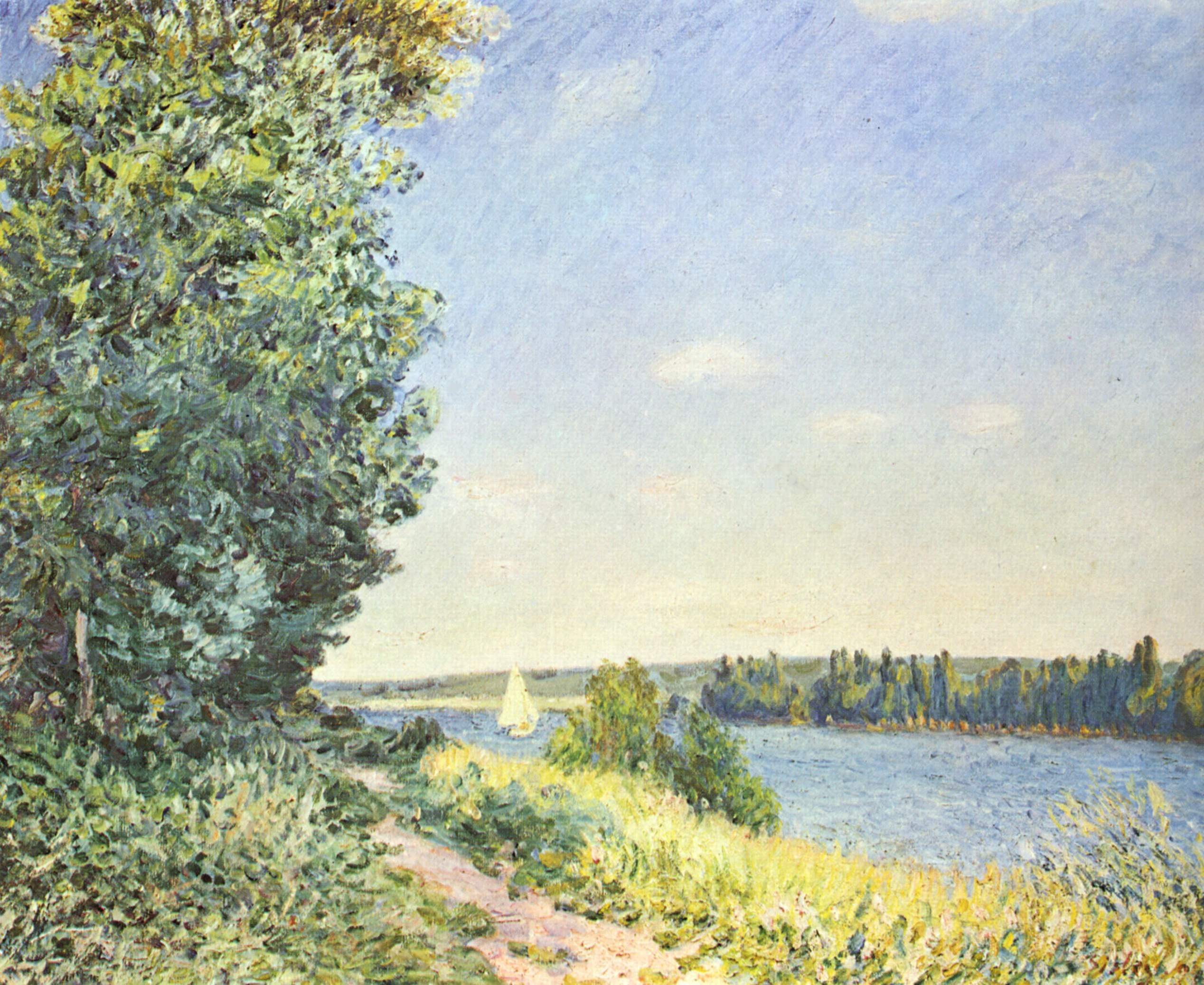
La Seine à la Bouille, coup de vent ou La Seine à Sahurs, coup de vent par Alfred Sisley.

- Jean-Pierre Jacquinot aimait se ressourcer à La Bouille.
- Albert Lambert, comédien.
- Joseph Mallord William Turner a peint La Bouille.
- John Gendall, Gauguin, Albert Lebourg, Jean Arnavielle, Robert Antoine Pinchon et Henri Vignet ont également peint La Bouille.
- Alfred Sisley, dont l'un des tableaux est parfois intitulé La Seine à la Bouille, coup de vent ou La Seine à Sahurs, coup de vent, Sahurs se situant en face.
- Pierre Eugène Duteurtre, peintre, vécut longtemps à La Bouille. Rouennais, il est un pur produit de l'École normande post-impressionniste. Il passa cinq ans prisonnier de guerre. Son œuvre est variée : paysages campagnards aux transparences subtiles, thèmes historiques au réalisme exprimant la douleur, notamment inspiré par le massacre des Hongrois par les Russes, scènes intimistes avec une touche proche de celle d'Auguste Renoir pour peindre l'enfance.
- Le peintre belge Henri Huklenbrok vécut à La Bouille vers 1900.
- Violette Nozière vécut à la Maison-Brûlée.

### Filmographie
Des scènes du film Vie privée y ont été tournées.

### Héraldique
| Armes de La Bouille | Les armes de la commune de La Bouille se blasonnent ainsi : Taillé : au 1er d’or au navire au naturel, habillé d’une voile de gueules chargée de deux léopards d’or l’un au-dessus de l’autre, voguant de face sur une mer isolée d’azur, au 2e de gueules à la plume d’argent posée en bande et passée en sautoir avec un pinceau du même, à la toque de cuisinier d’argent brochant sur le sautoir accostée de deux masques de théâtre d’or. Les deux léopards d'or sur champ de gueules rappellent les armes de la Normandie. |